# COYOTE
『COYOTE 反逆のレジスタンス』（コヨーテ はんぎゃくのレジスタンス）は、平野耕太による日本の漫画作品。『COMICパピポ』（フランス書院）にて、1994年1月号から10月号まで連載された。

## ストーリー
3年前に始まった戦争から、「帝国」は次々と他国を占領していき、暴虐の限りを尽くしていた。
ある日、傭兵のピップ・ボルナードは、とある町で「私を買ってください」と言う娘を抱く。ピップは娘は売春婦には見えないと感じていたが、それもそのはずで、彼女の正体は帝国軍によって慰み者にするためだけに追われていた市長の娘だった。ピップは彼女を救出するためにレジスタンスと接触、「帝国軍」との戦いに身を投じていく。

## キャラクター
ピップ・ボルナード
流れ者の傭兵。『HELLSING』のピップ・ベルナドットの元となった。
カイン
レジスタンスの協力者。元は帝国軍の新兵だったが、とある「レジスタンス狩り」の任務で上官達が村を襲撃して市民を無差別に射殺し、少女を陵辱する光景を見て嫌悪から、軍を去り、レジスタンスと合流する。
フォッシュ・ダブー
レジスタンスのリーダー。もともとは強制収容所にいたが、そこでモンティナ・マックスの部隊による暴虐を見せられるなど悲惨な境遇に置かれていた。その後強制収容所を脱出し、レジスタンスを束ねていく。終戦後は市長になるが、帝国派の修道女達に暗殺されてしまう。
エルマイラ
連邦側に雇われ、レジスタンスの支援をするスナイパーの女傭兵。ピップに頼まれ、カインの童貞を奪う。カシムに「女ブル中野」と罵倒される。
カシム・ウィンゲート
元傭兵の少年。しばらくは絵を描いて暮らし、エルザという女に恋慕していたが、彼女が帝国軍の兵士と浮気をしている姿を見て絶望し（帝国軍の兵士は容赦なく殺したが、エルザには手を出すことなくその場を去った）、レジスタンスとして戦うことを決意する。童貞。
モンティナ・マックス
帝国総統の甥であり、帝国軍西部方面軍C軍集団総司令官。貧しい境遇で生まれ、父親は早くに死亡。母親が代わる代わる男と性交する光景を見続けながら勉強するという異常な日々の末、ついに母親を射殺した。後に帝国総統となる叔父のもとで働き、頭角を現すようになる。不能者であるが、代わりに作戦会議中に捕虜の女性を部下の兵士に強姦させて精神を集中させる癖がある。『HELLSING』最大の悪役である「少佐」の原型となる。ちなみに同作のOVA9巻のおまけ漫画にて、少佐が「この時の自分は、自分でも引くような鬼畜」とコメントしている。
カノン
モンティナの下に配属された新任参謀。階級は少尉。当初は帝国の英雄的存在であるモンティナの下に配属される事を光栄に感じていたが、彼の本性を知ってその狂気に嫌悪感を覚える。最後は帝国に見切りをつけたモンティナに西方軍総司令官の後任に任命され、事実上捨て駒にされる。レジスタンス達にも特に危害を加えられた様子はなく、エルマイラの「あんたは何で置いてきぼりを食らってるんだ?」との問いにも、「自分は新人だからじゃないか」と達観した様子だった。単行本の後日談によると、その後は日本に渡って漫画家になったらしい。
外見や常識的な苦労人である点など、『ドリフターズ』のミルズに酷似している。

## 関連
- ファシズム
- レジスタンス